# Tamás Madarász
Tamás Madarász (ur. 27 marca 1987) – węgierski judoka. Olimpijczyk z Londynu 2012, gdzie zajął dziewiąte miejsce w wadze średniej.
Uczestnik mistrzostw świata w 2009 i 2010. Startował w Pucharze Świata w latach 2005 i 2007-2011. Mistrz Węgier z 2008 roku.

## Letnie Igrzyska Olimpijskie 2012
| Konkurencja | Eliminacje               | Klas. końcowa |
| Konkurencja | Przeciwnik I             | Miejsce       |
| ----------- | ------------------------ | ------------- |
| 90 kg       | Dilshod Choriyev (UZB) P | 7.            |